# Рац Микола Дмитрович
Микола Дмитрович Рац (15 липня 1911, станція Апостолове, тепер Криворізького району Дніпропетровської області — листопад 1968, місто Київ) — український радянський діяч, голова Комітету у справах фізкультури і спорту при РМ УРСР.

## Біографія
Член ВКП(б) з 1939 року.
У 1941—1944 роках — у Червоній армії, учасник німецько-радянської війни. Служив на політичній роботі в 17-му гвардійському стрілецькому корпусі Південно-Західного фронту, фронтовому розподільному евакуаційному пункті № 27 2-го Українського та Північно-Західного фронтів.
У серпні 1944 — квітні 1946 року — начальник Чернівецького обласного управління кінофікації.
У квітні 1946 року — заступник завідувача відділу кадрів Чернівецького обласного комітенту КП(б)У.
У квітні 1946 (затв. у березні 1947) — вересні 1949 року — заступник міністра кінематографії Української РСР з кадрів.
З вересня 1949 по вересень 1951 року — слухач Київської Вищої партійної школи при ЦК КП(б)У.
У вересні 1951 — квітні 1953 року — голова Комітету у справах фізкультури і спорту при РМ УРСР.
У червні (затв.) 1953 — березні 1954 року — начальник Управління фізичної культури та спорту Міністерства охорони здоров'я УРСР — заступник міністра охорони здоров'я УРСР.
У березні 1954 — березні 1957 року — голова Комітету із фізичної культури і спорту при РМ УРСР.
На 1957—1959 роки — директор Української кіностудії хронікально-документальних фільмів. Член Спілки кінематографістів України.
До 1968 року — персональний пенсіонер у Києві.
Помер наприкінці листопада 1968 року в Києві.

## Звання
- політрук
- капітан

## Нагороди
- орден «Знак Пошани» (23.01.1948)
- медалі